# Upesgrīva
Upesgrīva är en ort i Lettland. Den ligger i kommunen Mērsraga novads, i den nordvästra delen av landet, i västra delen av Rigabukten i Östersjön. År 2023 var antalet invånare 93. Befolkningen har stadigt minskat och uppgick till 161 personer år 2000.
Upesgrīva genomflyts av ån Grīva och genomkorsas av väg P131 och P127 som ansluter till P131 i en T-korsning ortens norra del. I Upesgrīvā finns ett kafé , flera pensionat och campingplatser under sommarsäsongen.
Upesgrīva har varit en fiskeby och har sedan 1600-talet haft en hamn vid mynningen av ån Grīvas. Mellan 1860-1915 skedde båtbyggnad och 66 båtar byggdes i Upesgrīvā.

## Galleri

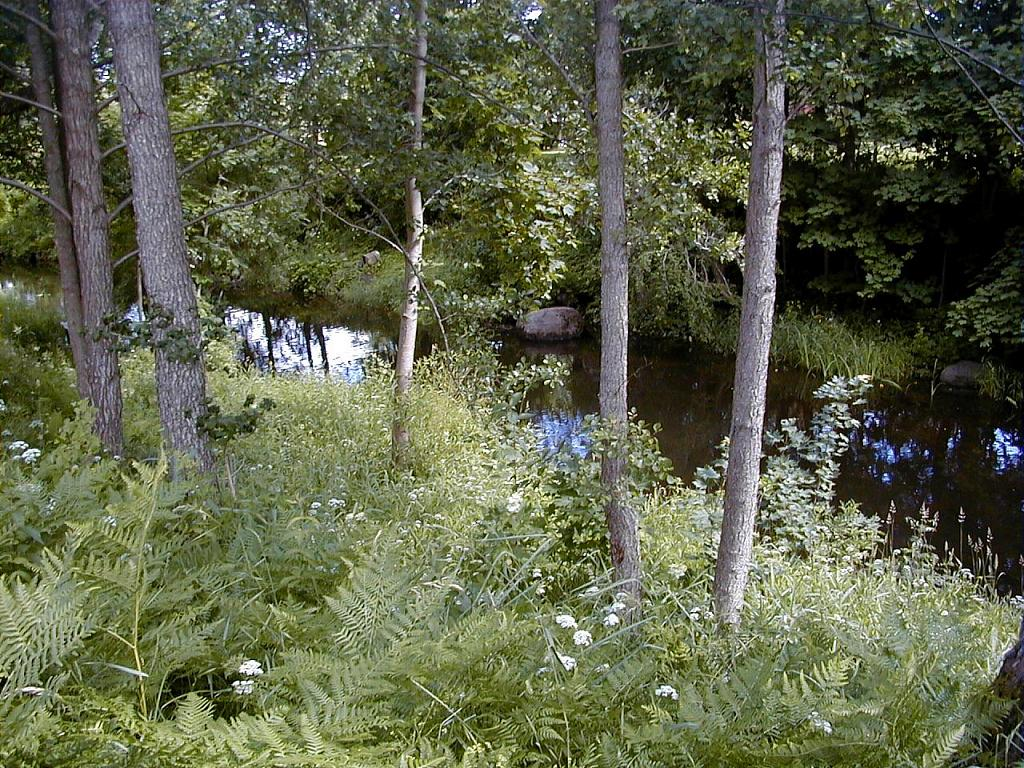
Ån Grīva.
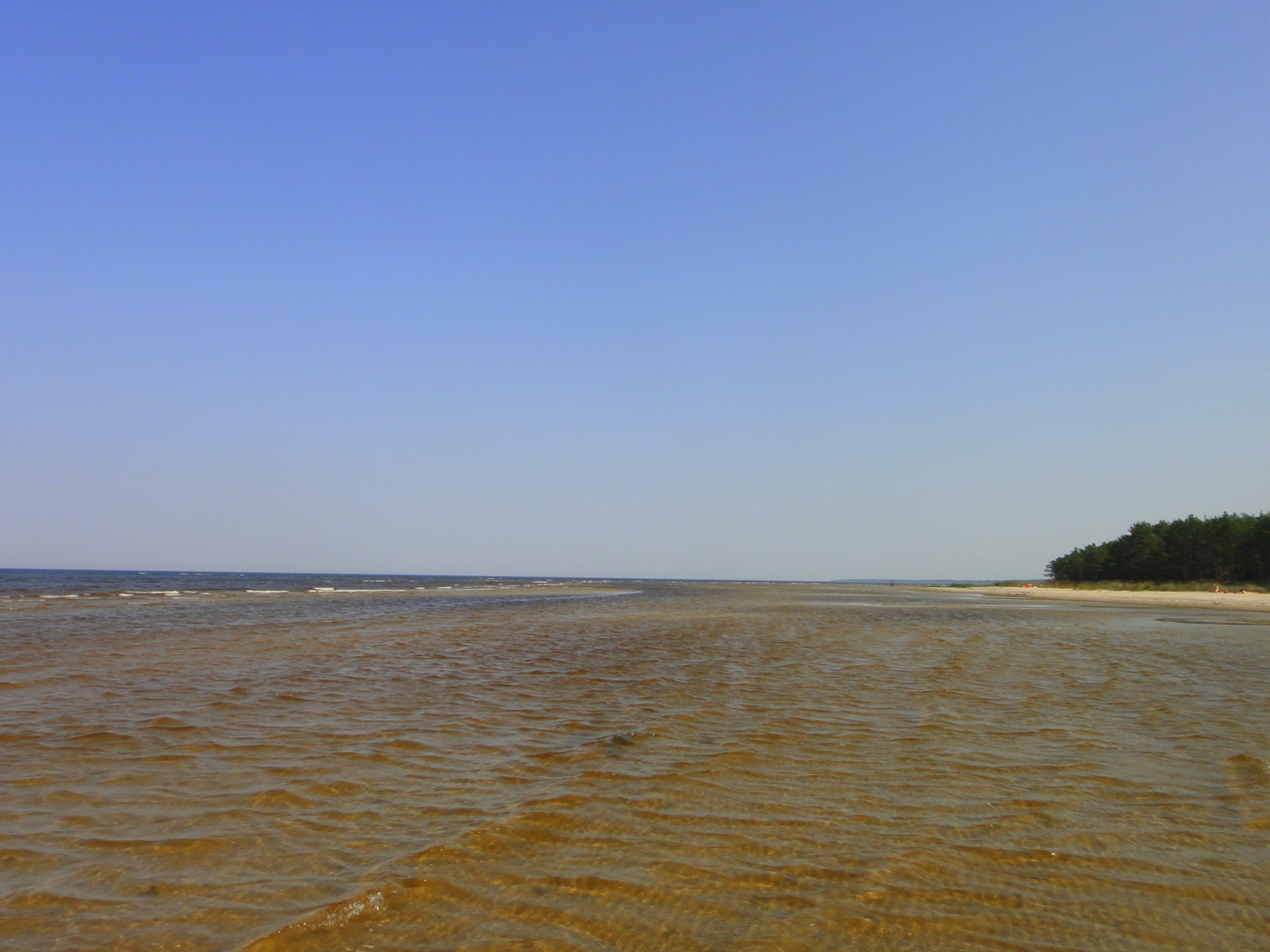
Rigabukten utanför Upesgrīva augusti 2011.
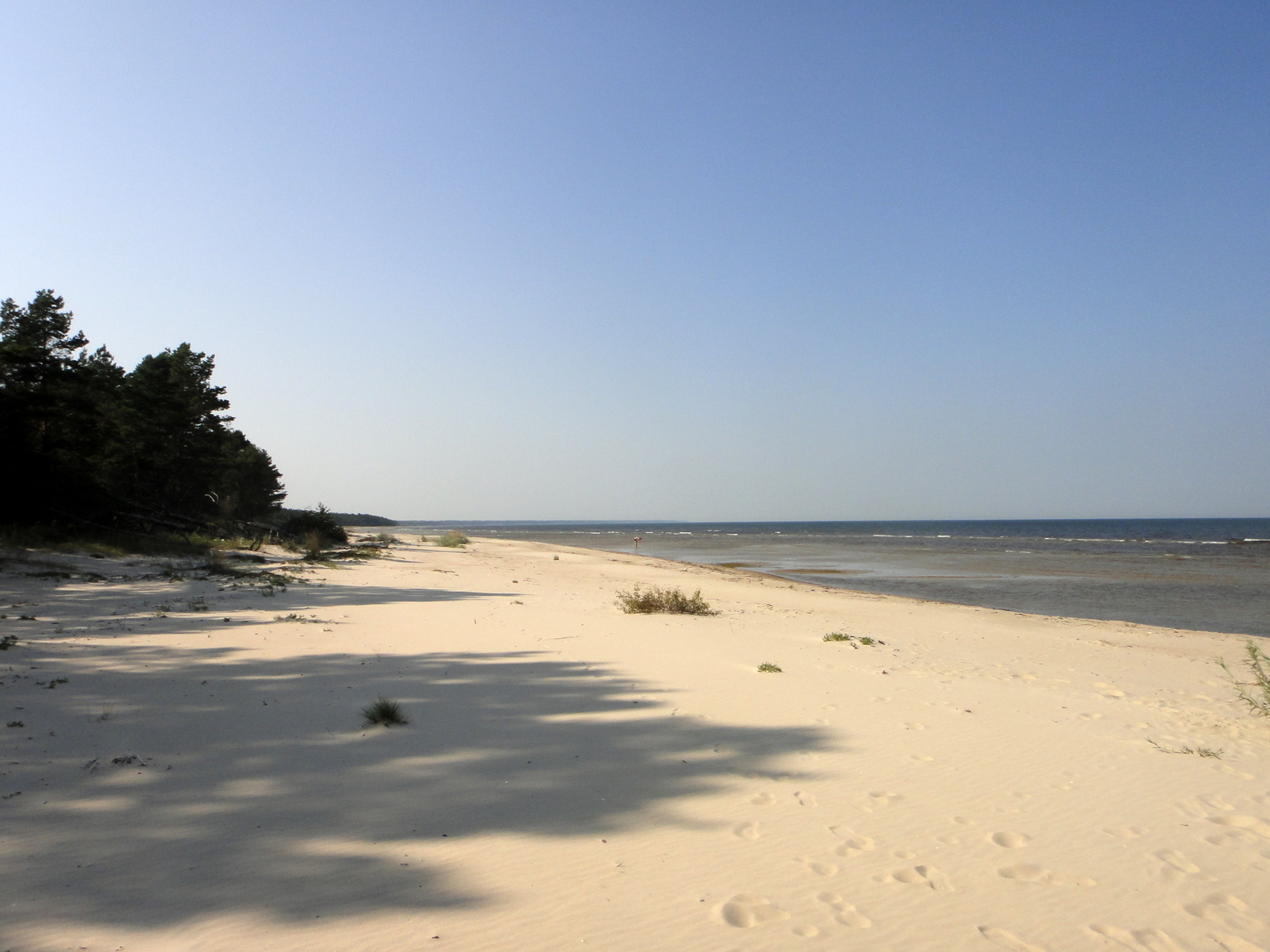
Stranden.